# South African National Defence Force
Die South African National Defence Force, abgekürzt SANDF (deutsch etwa: „Südafrikanische Nationale Verteidigungskraft“) sind die Streitkräfte der Republik Südafrika. In ihrer heutigen Form wurde sie nach dem Ende der Apartheid am 10. Mai 1994 gegründet, auf der Grundlage von Neuwahlen und einer neuen Verfassung.
Südafrika tätigt mit 3,151 Milliarden US-Dollar (2020) die dritthöchsten jährlichen Rüstungsausgaben in Afrika. Aufgrund der internationalen Sanktionen während der Apartheid hat sich Südafrika eine eigene, leistungsfähige und vielseitige Rüstungsindustrie mit Forschungseinrichtungen aufgebaut. Südafrika besaß bis 1994 Massenvernichtungswaffen, darunter auch Atomwaffen, die aber noch vor der Machtübergabe an die neue Regierung auf Geheiß der alten Machthaber unter UNO-Aufsicht vernichtet wurden. Es besteht keine Absicht, neue Atomwaffen zu produzieren. Mit der Gründung der SANDF 1994 wurde in Südafrika die Wehrpflicht abgeschafft, die SANDF ist eine reine Berufsarmee.

## Geschichte

### Struktur der SADF 1993
- Heer: 47.000 Soldaten, davon 18.000 aktive Soldaten. Daneben rund 29.000 Mann der Bürgerwehr (Reservisten).
- Luftwaffe: 10.000 Soldaten, davon 3000 Wehrpflichtige
- Marine: 4500 Soldaten, davon 900 Wehrpflichtige

### SANDF wird Nachfolger der SADF
Die SANDF ersetzte 1994 die South African Defence Force (SADF; afrikaans Suid-Afrikanse Weermag) und beinhaltete sowohl Teile der Truppen und Ausrüstung der alten Armee als auch Truppen aus Guerillagruppierungen der früheren Oppositionsparteien wie dem Umkhonto we Sizwe (MK) des African National Congress (ANC) und den „Selbstschutzeinheiten“ (Self-Protection Unit (SPU)) der Inkatha Freedom Party (IFP) sowie Truppen mehrerer Homelands. Erster Oberbefehlshaber der SANDF wurde der bereits im Oktober 1993 noch von Ministerpräsident Frederik Willem de Klerk ernannte General George Meiring, der auch nach den Neuwahlen vom Kabinett als Oberbefehlshaber bestätigt wurde. Erster Verteidigungsminister in der Regierung der Nationalen Einheit wurde der frühere langjährige Kommandeur des Umkhonto we Sizwe, Joe Modise. Von der ANC-Seite war Solly Shoke als Fachmann für Personalfragen benannt und seit 1994 zur Transformation der Streitkräfte eingesetzt.
Hauptproblem der SANDF war anfangs die Integration von 26.500 Angehörigen des Umkhonto we Sizwe und 6880 Kämpfern der APLA (Azanian People’s Liberation Army) der Befreiungsbewegung Pan Africanist Congress (PAC). Ein bis zu drei Jahre dauerndes Eingliederungs- und Ausbildungsprogramm wurde ab Juni 1994 in verschiedenen vormaligen SADF-Stützpunkten durchgeführt. Das Programm wurde unterstützt und kontrolliert durch ein britisches Ausbildungsteam (British Military Advisory and Training Team, BMATT) unter Führung von Brigadier Richard William „Dick“ Trigger.

### Internationale Einsätze
Die SANDF hat an verschiedenen afrikanischen internationalen Missionen teilgenommen, darunter eine Invasion in Lesotho, um die dortige demokratisch gewählte Regierung nach einem Putsch wiederherzustellen, und UN-Missionen in der Demokratischen Republik Kongo und in Burundi.
Heutzutage beteiligen sich die Südafrikanischen Streitkräfte mit insgesamt 1.137 Soldaten an den UN-Missionen UNAMID und MONUSCO. Des Weiteren hat die Marine eine Fregatte in der Straße von Mosambik stationiert.

### Manöverbeteiligungen (Auswahl)
Die Militärübung Shared Accord zwischen Südafrika und den Vereinigten Staaten fand im Juli 2022 als Luftlandeübung in der Provinz KwaZulu-Natal statt. Dabei wurden Soldaten der New York Army National Guard zusammen mit südafrikanischen Kräften des 1. Fallschirmjägerbataillons und des 44. Fallschirmjägerregiments von der Air Force Base (AFB) Bloemspruit zur vorgesehenen TALO (für: Taktische Luftlandeoperation) verlegt. Ferner wurden Rettungsmissionen im Gebiet der Lokalgemeinde Umhlathuze bei Empangeni und Richards Bay simuliert, woran der South African Military Health Service (SAMHS) teilnahm. Die Manöver endeten an Richards Bay’s Naval Island, wo die Teilnehmer gemeinsam einen Angriff auf einen simulierten Gegner (dargestellt durch das 121 SA Infantry (SAI) Battalion von Mtubatuba) übten, der einen fiktiven Stützpunkt besetzt hielt.
Mitte Oktober 2022 fand die siebte Marineübung IBSAMAR vor der gesamten Seeküste Südafrikas statt, eine zwischen Brasilien, Indien und Südafrika militärische Manöverserie. Im Jahr 2022 war jedoch Brasilien nicht beteiligt. Seitens Südafrika operierte das Mehrzweck-Küstenpatrouillenschiff SAS King Sekhukhune 1 und von Indien die Fregatte INS Tarkash (Talwar-Klasse). Es wurden Übungen für die medizinische Evakuierung, das Entern mit Durchsuchung und Beschlagnahme sowie Luftmanöver durchgeführt. Die Beziehungen zwischen beiden Ländern zur Zusammenarbeit auf dem Verteidigungssektor haben inzwischen vielfältige Formen angenommen, beispielsweise bei der gemeinsamen Ausbildung von Offizieren, durch gegenseitige Arbeitsbesuche oder die Beteiligung an der Militärmesse DefExpo 2022 in Gandhinagar.
Im November 2022 fand im Atlantik vor Kapstadt das gemeinsame französisch-südafrikanische Marinemanöver Exercise Oxide 2022 statt. Das ist eine aller zwei Jahre abgehaltene Seemanöverübung zwischen Frankreich und Südafrika, mit den im französischen Überseegebiet Réunion stationierten Streitkräften, deren Marineeinheiten die französischen Süd- und Antarktisgebiete (TAAF) befahren. Der Manöverzweck besteht in der Sicherung der französischen Souveränität in dieser Weltregion, die Kontrolle der Fischerei sowie die Bekämpfung des Drogenhandels in der Ausschließlichen Wirtschaftszone Frankreichs (Réunion, Crozetinseln, Kerguelen, Saint-Paul-Insel und Amsterdam-Insel).
Das Übungsmanöver Exercise Mosi II im Indischen Ozean ist eine gemeinsame Übung von China, Russland und Südafrika zwischen 17. und 27. Februar 2023 vor der Küste der Provinz KwaZulu-Natal im Abschnitt zwischen Durban und Richards Bay. Zur mehrfach geäußerten internationalen Kritik an dieser Militärübung sagte die südafrikanische Verteidigungsministerin Thandi Modise: „Die geplante Übung wird allen beteiligten Ländern durch die Interoperabilität der Marinesysteme, die Verbesserung des gemeinsamen Katastrophenschutzes, die Zusammenarbeit auf See und mit Übungen zur Bekämpfung der Piraterie zugute kommen“. Das Verteidigungsministerium ließ zudem verlauten, dass „entgegen den Behauptungen unserer Kritiker Südafrika seine neutrale Position im russisch-ukrainischen Konflikt nicht aufgibt“. Die Oppositionspartei Democratic Alliance warf der Regierung vor, dass sie im Zeichen dieser Militärmanöver keine neutrale Haltung zum russisch-ukrainischen Konflikt einnehme. Es gibt zudem inländische Kritik von einigen Institutionen an dieser Militärübung, weil eines der teilnehmenden Länder an einem Krieg unter Missachtung der UN-Charta beteiligt ist. Nach Auffassung aus dem in Pretoria ansässigen Institute for Security Studies sei die Manöverteilnahme „ein falsches Signal über die politischen Absichten Südafrikas“.

## Aktuelle Entwicklungen
Die konventionelle Bewaffnung der SANDF wird gegenwärtig einer Modernisierung unterzogen. So wurden neue Kriegsschiffe und U-Boote in Deutschland und Kampfjets in Schweden und Großbritannien eingekauft. Diese Einkäufe sind auf Grund ihrer Kosten und wegen Korruption bei der Auftragsvergabe äußerst kontrovers.
Zu den Problemen der SANDF gehört ein Mangel an ausgebildeten Piloten und Marineoffizieren, da viele der weißen Offiziere der SADF durch Mitglieder der Befreiungsbewegungen ersetzt wurden. Der Verlust von qualifiziertem Personal, die Ausmusterung von Ausrüstung wegen Geldmangels, eine hohe AIDS-Infektionsrate der Truppe und die Tatsache, dass die Infanteriesoldaten der SANDF zu den ältesten der Welt gehören, lassen die Wehrbereitschaft der SANDF momentan zweifelhaft erscheinen. Es wird jedoch aktiv versucht, durch Rekrutierungs- und Ausbildungsprogramme die Zustände zu verbessern.

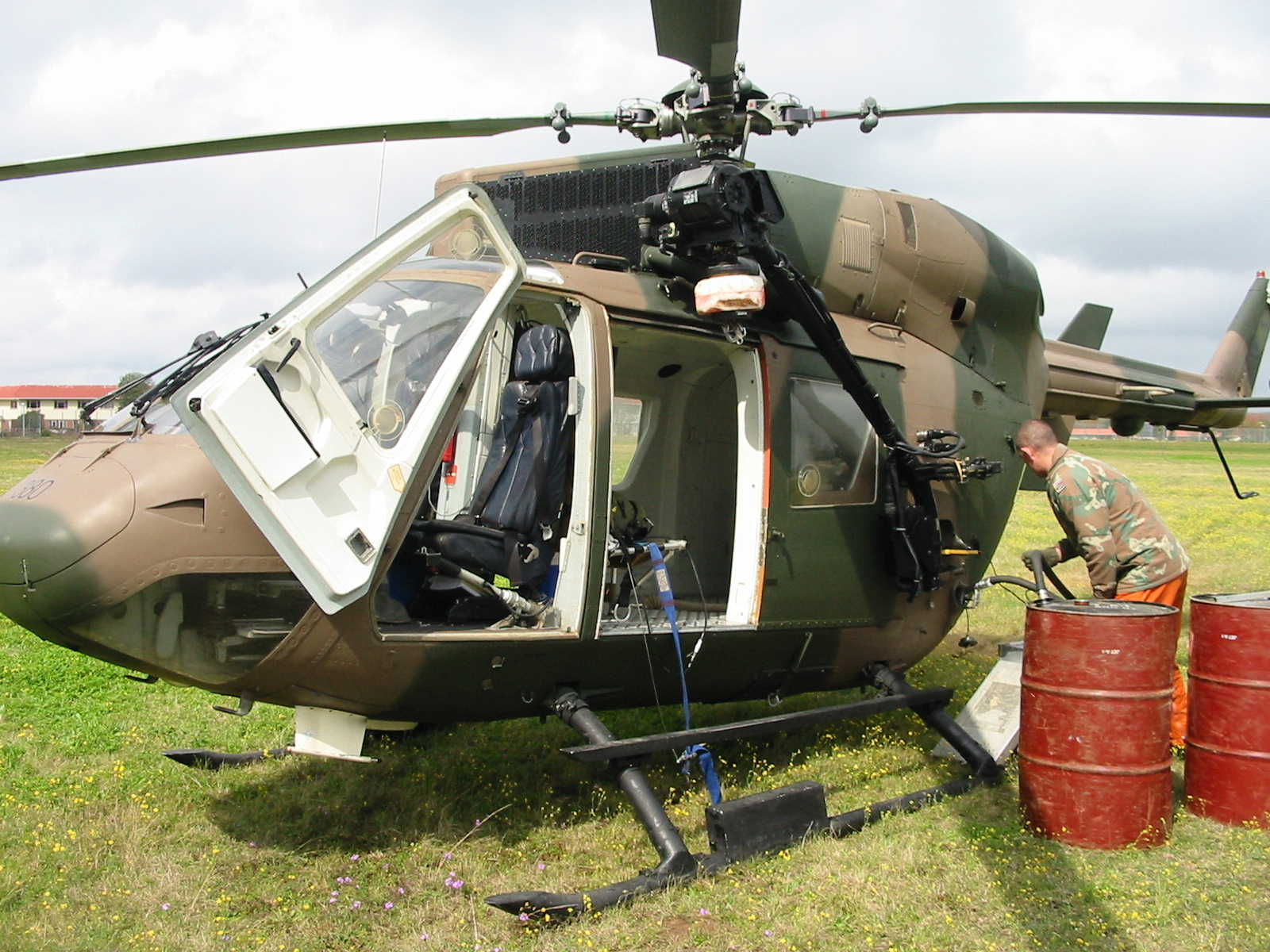
Teilnahme an der jährlichen Zählung des Wildes.

Im Jahr 2012 förderte die Deutsche Marine die südafrikanische Marine im Hinblick auf das Boarding in Piraterie-Einsätzen.

## Auftrag
Die SANDF sind mit dem Schutz Südafrikas und der Teilnahme an multinationalen Friedensmissionen beauftragt. Dabei liegt der Fokus auf Stabilisierungsmissionen in Afrika.

## Organisation und Personal
Der Präsident ist Oberbefehlshaber über die Streitkräfte. Die alltägliche Ausgestaltung übernimmt der Verteidigungsminister (Minister of Defence and Military Veterans).
Der Kommandant der SANDF wird vom südafrikanischen Präsidenten aus einer der Waffengattungen ausgewählt und ist dem Verteidigungsminister unterstellt. Er ist der Vorsitzende des Defence Command Council (DCC, deutsch: Verteidigungskommandorat), dem die Leiter der vier Heeresgruppen, der Generalinspekteur und andere angehören. Bis Mai 2021 hatte General Solly Shoke das Amt inne. Er war Nachfolger von Godfrey Ngwenya, der zum südafrikanischen Botschafter in Angola ernannt wurde. Vorübergehend übernahm Lieutenant General Themba Matanzima kommissarisch diese Befehlsstelle. Nach der Amtsperiode von Shoke steht seit Mai 2021 Rudzani Maphwanya an der Spitze der südafrikanischen Streitkräfte.
General Ansuyah Fakir fördert als Direktorin für Strategische Planung (Director for Strategic Planning at Defence) die berufliche Entwicklung von Frauen innerhalb der südafrikanischen Streitkräfte. Im Jahr 2005 versahen 13 Frauen im militärischen Generalsrang ihren Dienst, den zu diesem Zeitpunkt insgesamt 134 Personen trugen. Das südafrikanische Verteidigungsministerium verfolgt das Ziel, Frauen als künftige Führungskräfte auf allen Ebenen auszubilden. Dabei besteht auch eine informelle Kooperation mit dem South African Police Service.

## Teilstreitkräfte

### Heer

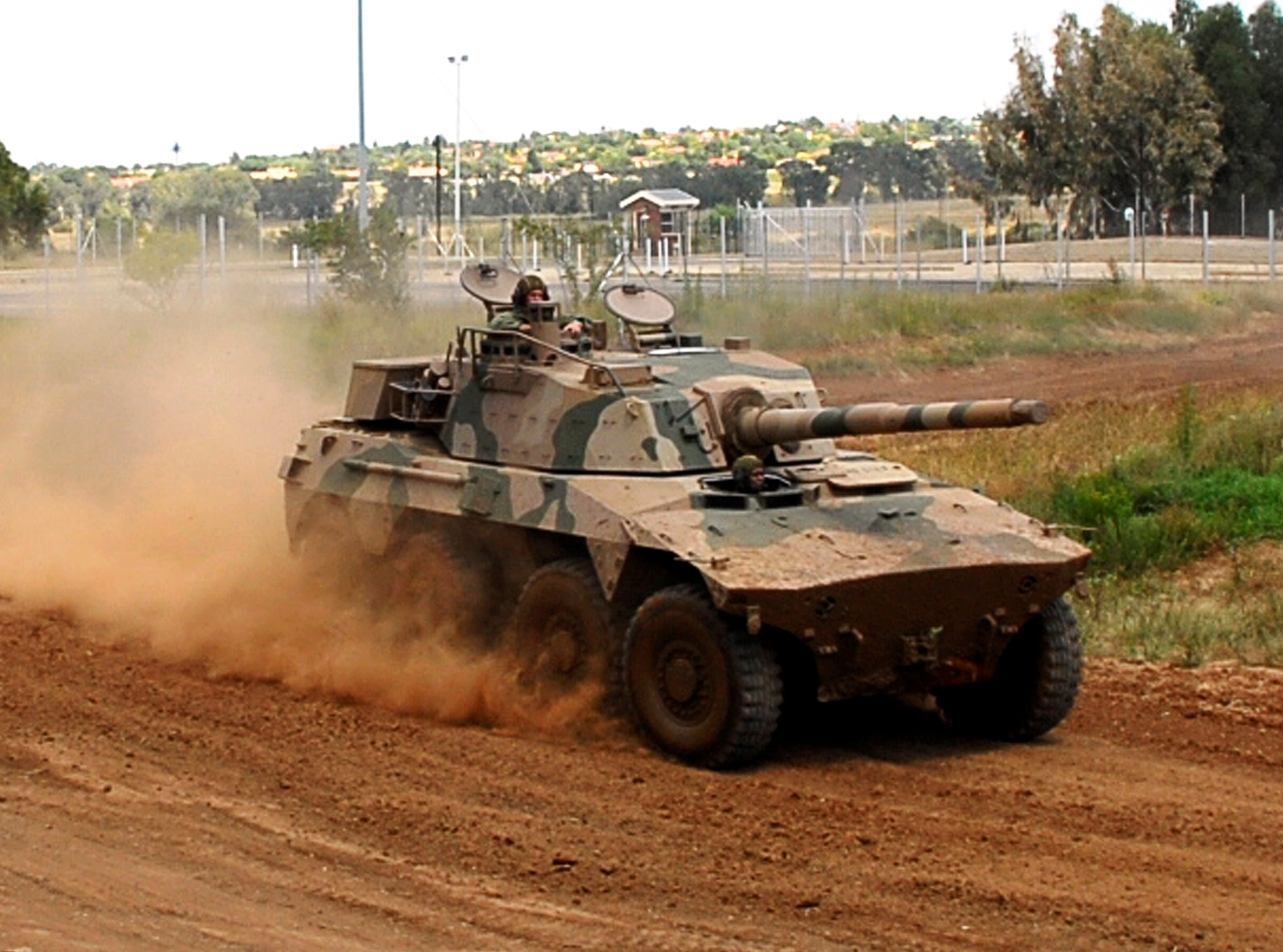
Schwerer Spähpanzer des Typs Rooikat aus landeseigener Produktion

Die South African Army (SAA; deutsch: „Südafrikanisches Heer“) hat eine Personalstärke von 38.200 Mann und ist damit die größte Teilstreitkraft der südafrikanische Streitkräfte.
Im Jahr 2014 wurde die SAA einer starken Neuausrüstung unterzogen, wobei besonders Schützenpanzer und Geschütze ersetzt wurden.
Große Bedeutung haben auch die SAMIL-Militär-Lkw.
Die South African Army setzt besonders auf Ausrüstung aus einheimischer, technologisch hochwertiger Denel Produktion.

### Marine

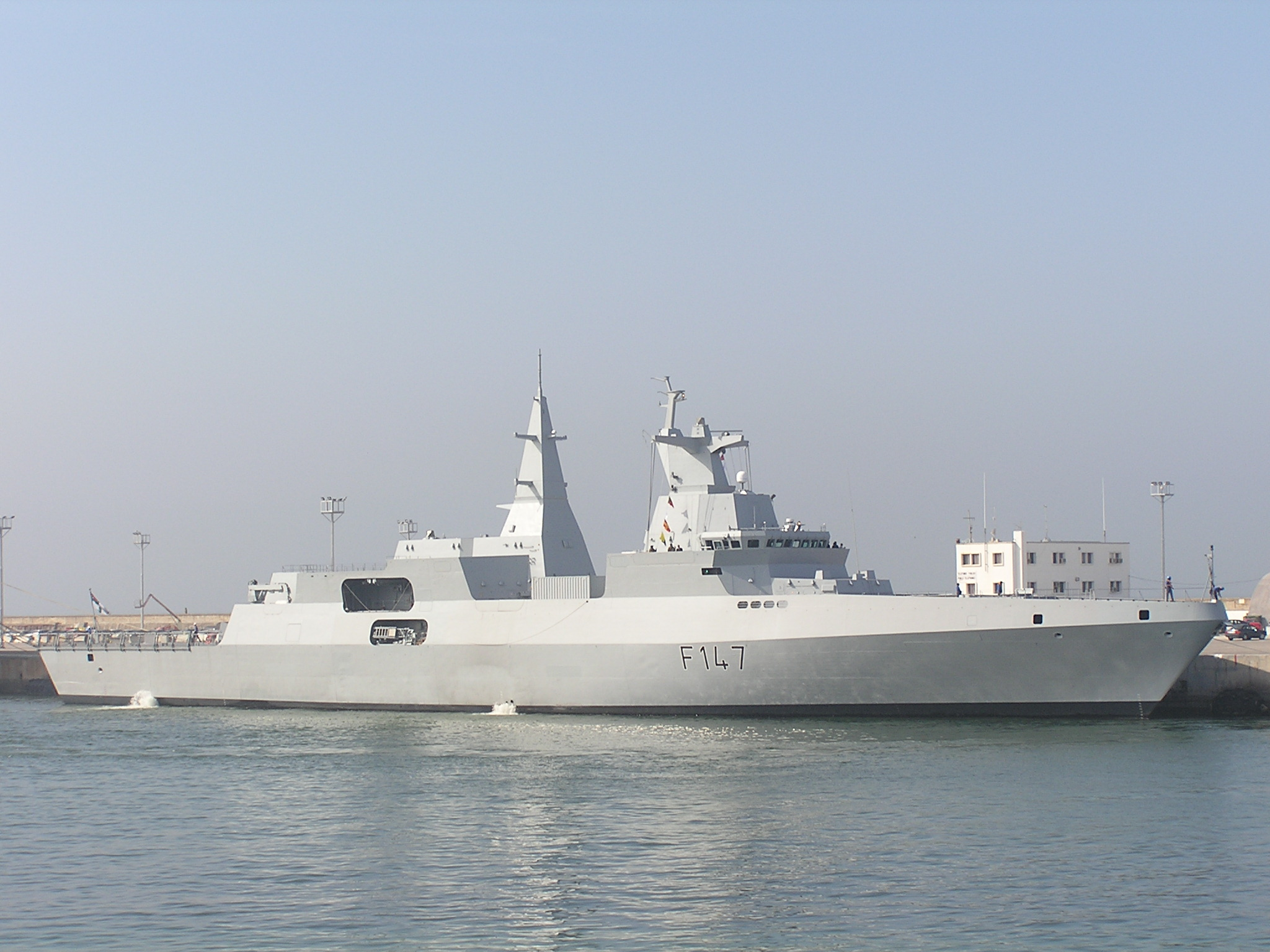
SAS Spioenkop (F147) in Rota

Die South African Navy (SAN; deutsch: „Südafrikanische Marine“) ist eine der größten Marinen Afrikas und hat bei einer Personalstärke von rund 6800 Soldaten und einen Schiff- bzw. Bootbestand von 45 Einheiten. Dazu gehören als Hauptkampfeinheiten vier Fregatten der Valour-Klasse und drei U-Boote der Heroine-Klasse (Klasse 209/1400).
Bei Luftfahrzeugen sind vier AgustaWestland Super Lynx 300 und acht Atlas Oryx-Hubschrauber im Bestand.

### Luftwaffe

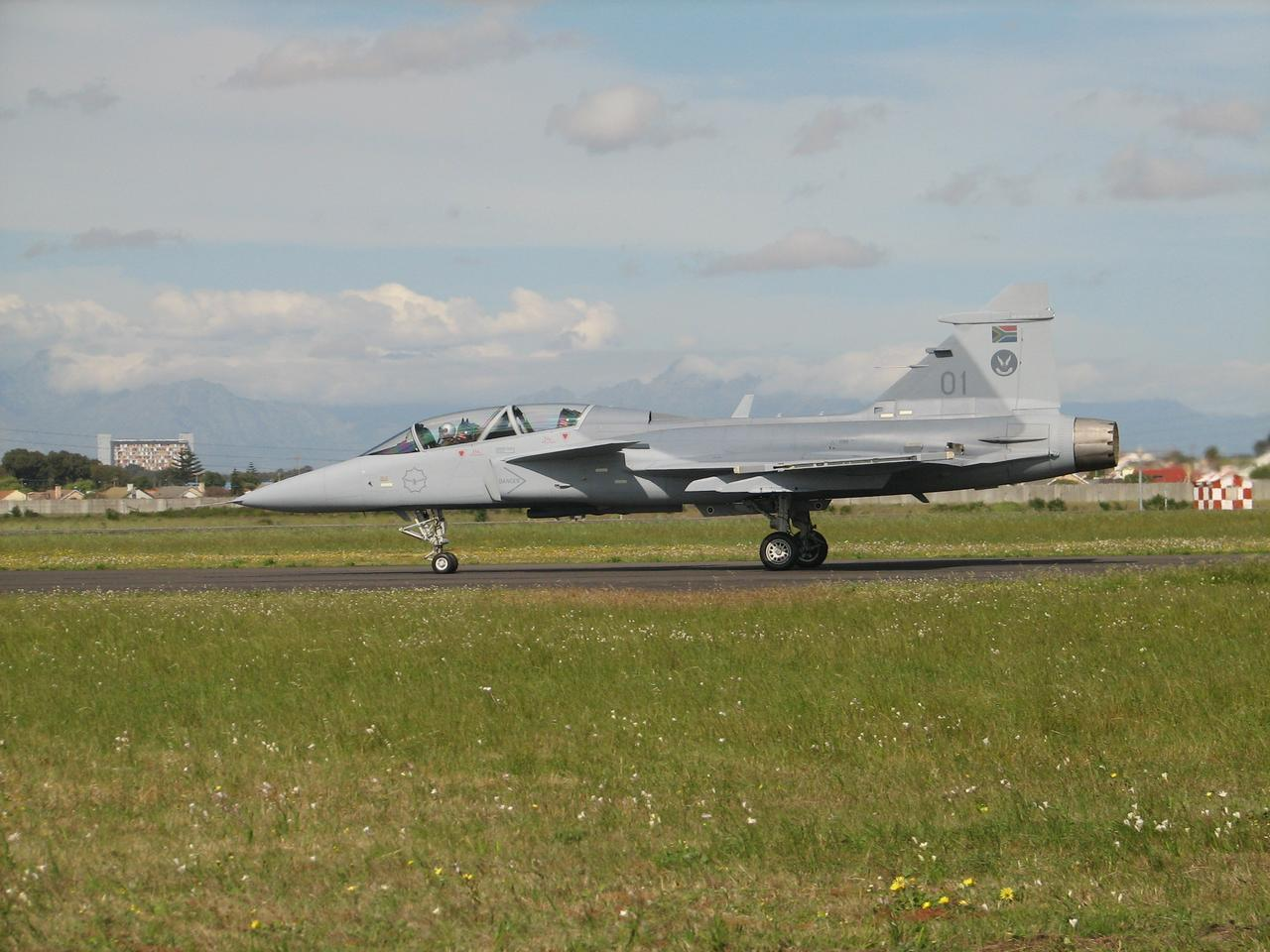
Gripen der SAAF in Kapstadt

Die South African Air Force (SAAF; deutsch: „Südafrikanische Luftwaffe“) hat eine Personalstärke von 9800 Angehörigen und ist mit 134 Flugzeugen und 87 Hubschraubern ausgestattet.
Durch 26 Kampfflugzeuge des Typs Saab JAS 39 Gripen, 23 Schulflugzeuge des Typ BAE Hawk und den hohen Bestand an Hubschraubern, wobei über die Hälfte aus südafrikanischer Produktion stammen, gilt die SAAF als mit am besten ausgerüstete Luftwaffe südlich der Sahara. Der Kampfhubschrauber Denel AH-2 Rooivalk wurde speziell nach den besonderen Anforderungen für den Einsatz von Maschinen auf dem afrikanischen Kontinent entwickelt.

### Militärgesundheitsdienst
Der South African Military Health Service (SAMHS; deutsch: „Südafrikanischer Militärgesundheitsdienst“) ist die Abteilung der South African National Defense Force, die für die medizinischen Einrichtungen und die Ausbildung und den Einsatz des gesamten medizinischen Personals der Streitkräfte zuständig ist. Obwohl üblicherweise die meisten nationalen Streitkräfte ihre medizinischen Strukturen in ihre bestehenden Dienstzweige integrieren, betrachtet die SANDF diese Struktur als die effizienteste Methode, um das Personal der SANDF zu versorgen und zu unterstützen.